# 사이더 하우스
《사이더 하우스》(영어: The Cider House Rules)는 1999년에 개봉한 미국의 드라마 영화이다.

## 출연
- 토비 매과이어 - 호머 웰스 역
- 마이클 케인 - 윌버 라치 의사 역
- 샬리즈 세런 - 캔디 켄들 역
- 폴 러드 - 월리 워딩턴 중위 역
- 델로이 린도 - 아서 로즈 역
- 에리카 바두 - 로즈 로즈 역
- 헤비 D - 피치스 역
- K. 토드 프리먼 - 머디 역
- 키런 컬킨 - 버스터 역
- 제인 알렉산더 - 에드나 간호사 역
- 캐시 베이커 - 앤절라 간호사 역
- 케이트 넬리건 - 올리브 워딩턴 역
- 파스 데라우에르타 - 메리 애그니스 역
- J. K. 시먼스 - 레이 켄들 역
- 에번 파크 - 잭 역
- 에릭 퍼 설리번 - 퍼지 스톤 역
- 스카이 매콜 바투지액 - 헤이즐 역
- 스펜서 다이아몬드 - 컬리 데이 역

## 기타 제작진
- 총괄 제작: 하비 와인스틴, 밥 와인스틴

## 우리말 녹음
| KBS 성우진 (2005년 3월 13일) - 이완호 - 윌버 선생(마이클 케인) - 박은숙 - 앤절라(캐시 베이커) - 홍시호 - 호머(토비 매과이어) - 이향숙 - 에드나(제인 알렉산더) - 이영주 - 버스터(키런 컬킨) - 나지형 - 퍼지(에릭 퍼 설리번) - 홍영란 - 메리(파스 데라우에르타) - 김정애 - 컬리(스펜서 다이아몬드) - 배정미 - 캔디(샬리즈 세런) - 이재용 - 월리(폴 러드) - 김승태 - 머디(K. 토드 프리먼) - 이규석 - 잭(에번 파크) - 임은정 - 로즈(에리카 바두) - 박상일 - 로즈 씨(델로이 린도) - 변현우 - 피치스(헤비 D) | KBS 제작진 - 그래픽 - 김경민 - 녹음 - 홍유선 - 편집 - 이윤주 - 번역 - 최성연 - 연출 - 하인성 - 우리말제작 - KBS 미디어 |  |